# Chief Mountain
Chief Mountain è una montagna degli Stati Uniti nello Stato del Montana, nei pressi della frontiera tra il parco nazionale Glacier e la riserva indiana dei Piedi Neri.
La montagna è molto visibile a causa della differenza d'altitudine (1524 m) esistente tra la cima e le pianure circostanti. La montagna era considerata sacra dagli amerindi. Fu scoperta ala fine del XVII secolo e venne chiamata Kings Peak sulle carte del Regno Unito, nel 1795.
Meriwether Lewis, della spedizione Lewis e Clark, vide il monte nel 1805 e lo nominò Tower Mountain; il nome fu cambiato in Chief Mountain alla fine del XIX secolo in base al nome datogli dalla tribù indiana dei Piedi-Neri.
La montagna è composta da rocce sedimentarie, quindi le pareti sono lisce e difficili da scalare (difficoltà A4). Henry Stimson ed altri esploratori scalarono il Chief Mountain dal fianco ovest l'8 settembre 1892; era la prima ascensione nota da parte dei bianchi. 
Sulla cima Stimson scoprì dei resti cerimoniali: crani di bisonti lasciati dagli amerindi. Il fianco orientale fu scalato solo nel 1951; sebbene più facile da percorrere, esso fa parte della riserva indiana ed è necessario disporre del permesso per accedervi.